# La camicia di Hanta
La camicia di Hanta è un libro di viaggi del 2003 dello scrittore Aldo Busi.

## Trama
Il libro fa parte della lunga serie di reportages di viaggio di Busi. In questa occasione compie un viaggio in Madagascar e racconta delle condizioni di estrema e diffusa povertà economica, così come della propagazione delle piaghe della prostituzione e dell'AIDS.

## Edizioni
- Aldo Busi, La camicia di Hanta (Viaggio in Madagascar), Milano, Mondadori, 2003.
- Aldo Busi, La camicia di Hanta (Viaggio in Madagascar), Milano, Mondadori, 2009, ISBN 9788804516170.
- Aldo Busi, La camicia di Hanta (Viaggio in Madagascar), Milano, Rizzoli, 2015, ISBN 978-8817081405.